# Priotomis rana
Priotomis rana är en stekelart som beskrevs av Henry Keith Townes, Jr. 1970. Priotomis rana ingår i släktet Priotomis och familjen brokparasitsteklar. Inga underarter finns listade i Catalogue of Life.